# كرونة بريطانية
كرونة بريطانية (بالإنجليزية: Crown British) فئة من العملات المعدنية بقيمة 14 جنيه استرليني أو 5 شلن أو 60 بنسا، صدرت لأول مرة في عهد إدوارد السادس، كجزء من عملة مملكة إنجلترا.

## معرض صور

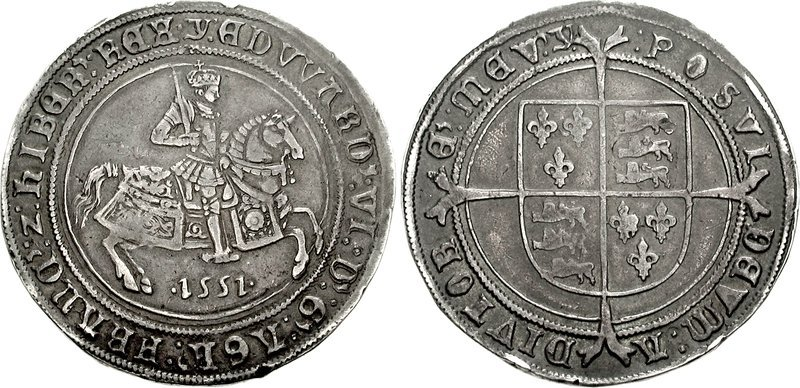
كرونة إدوارد السادس
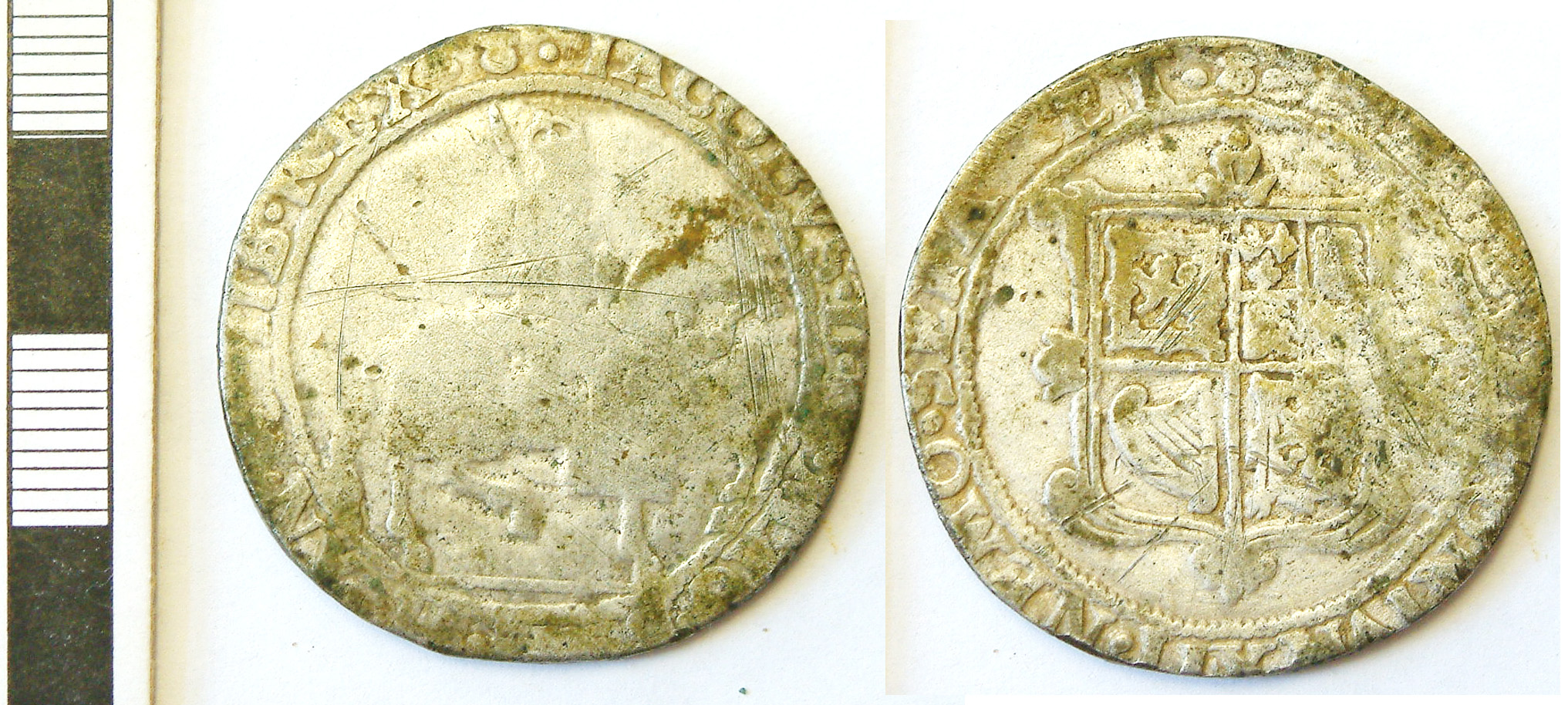
كرونة جيمس الأول والسادس ( 1619-1625)
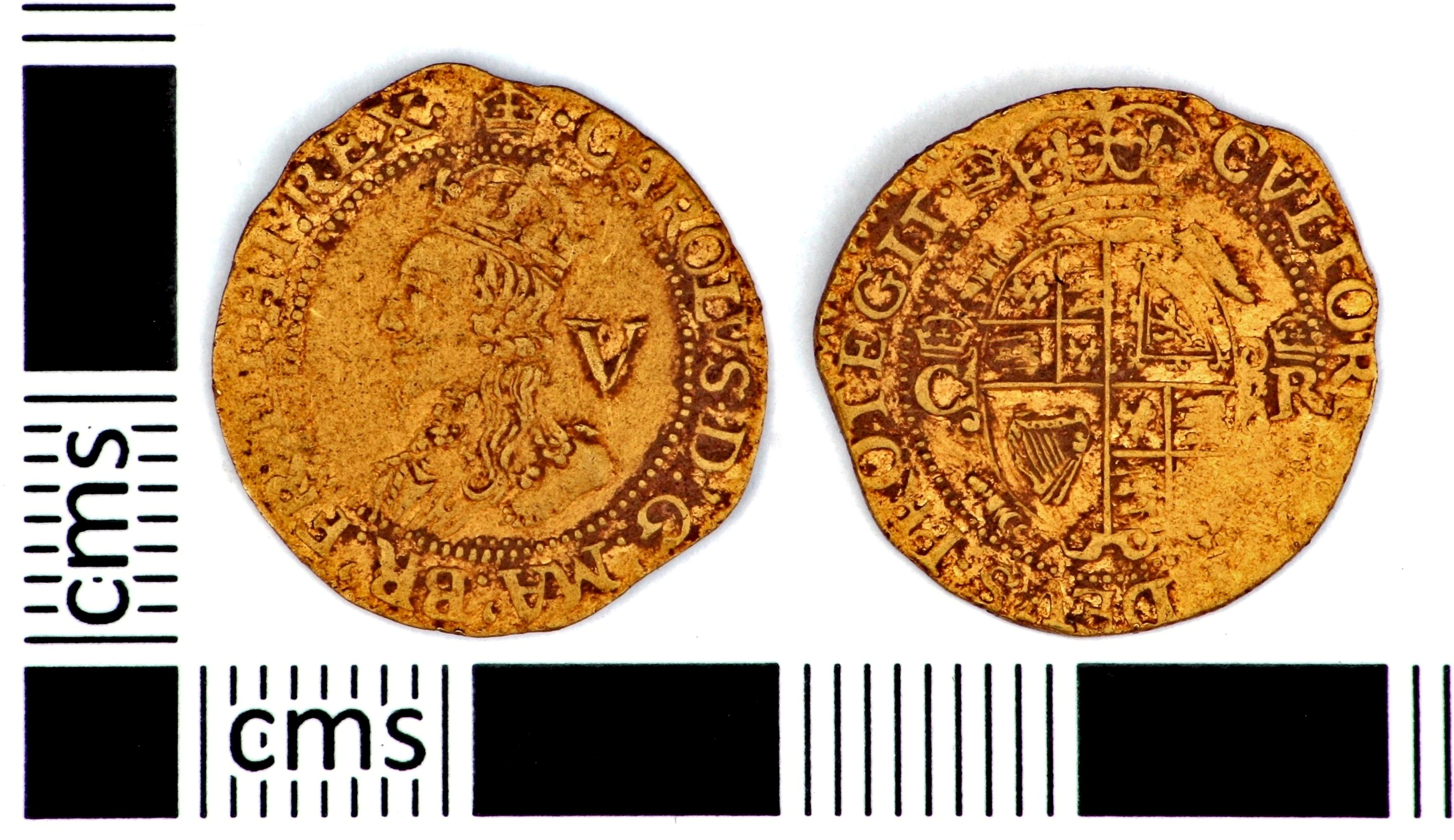
كرونة تشارلز الأول
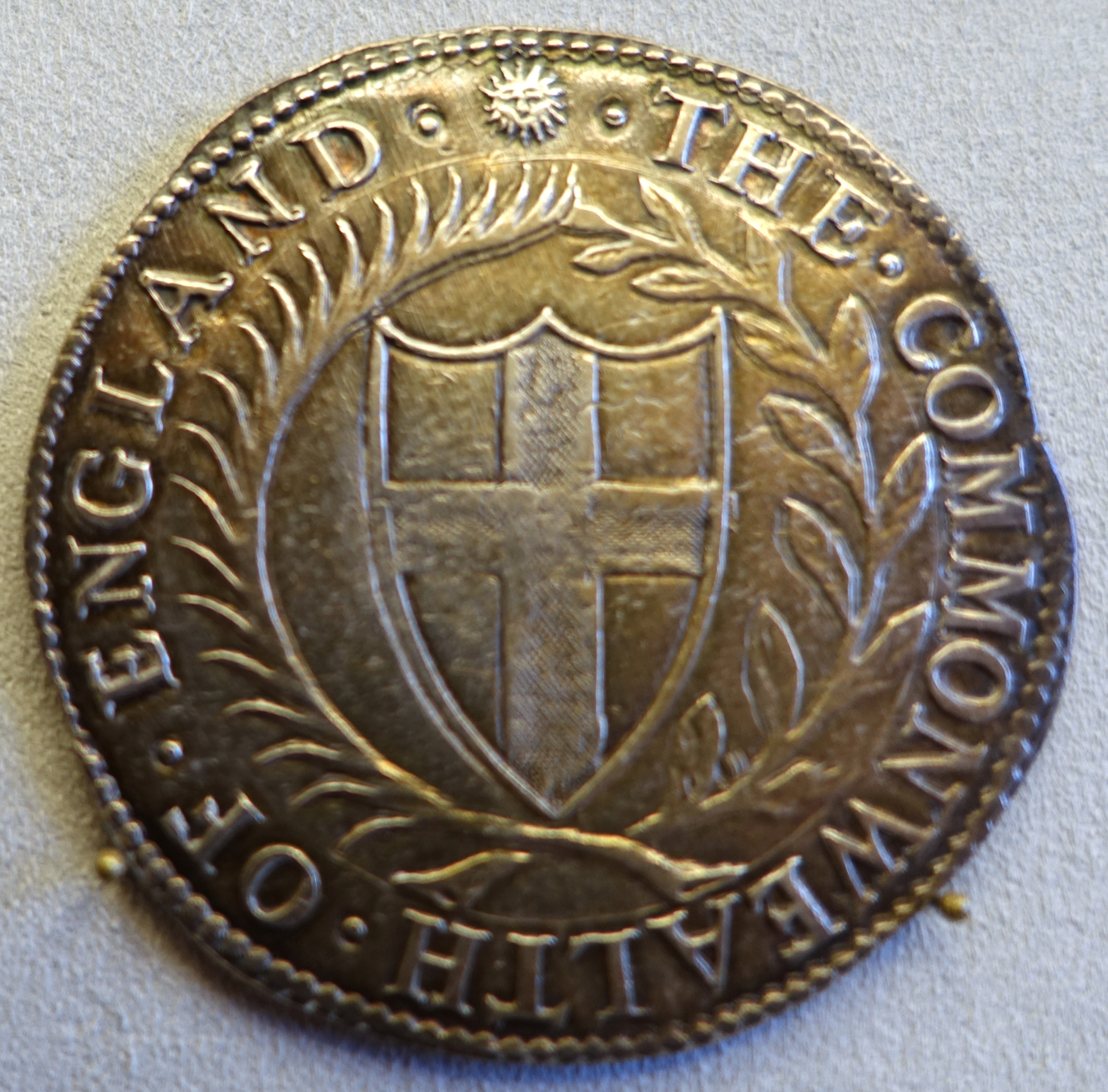
كرونة أوليفر كرومويل (1649)
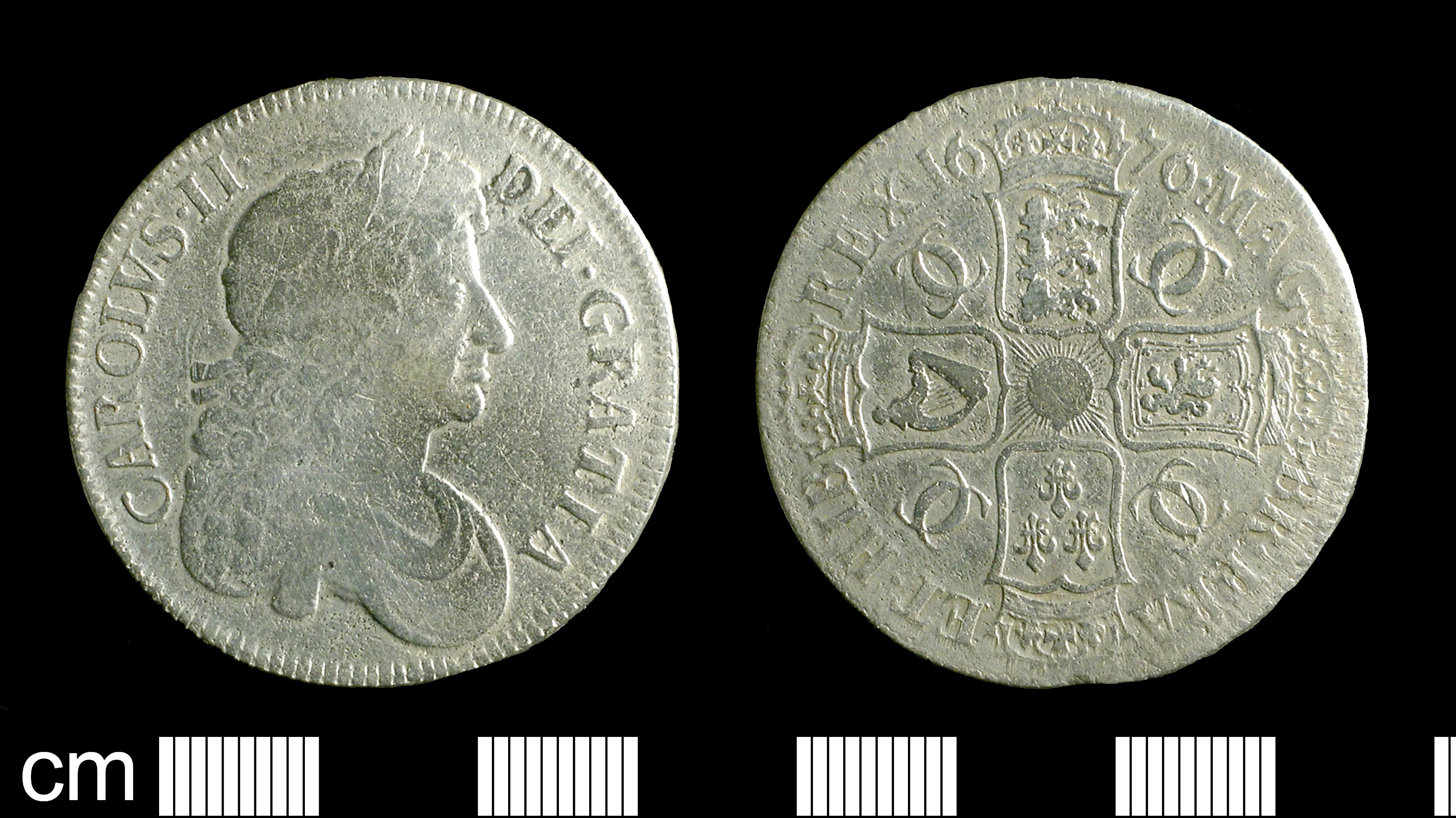
كرونة تشارلز الثاني (1676)
كرونة وليام الثالث (1696)
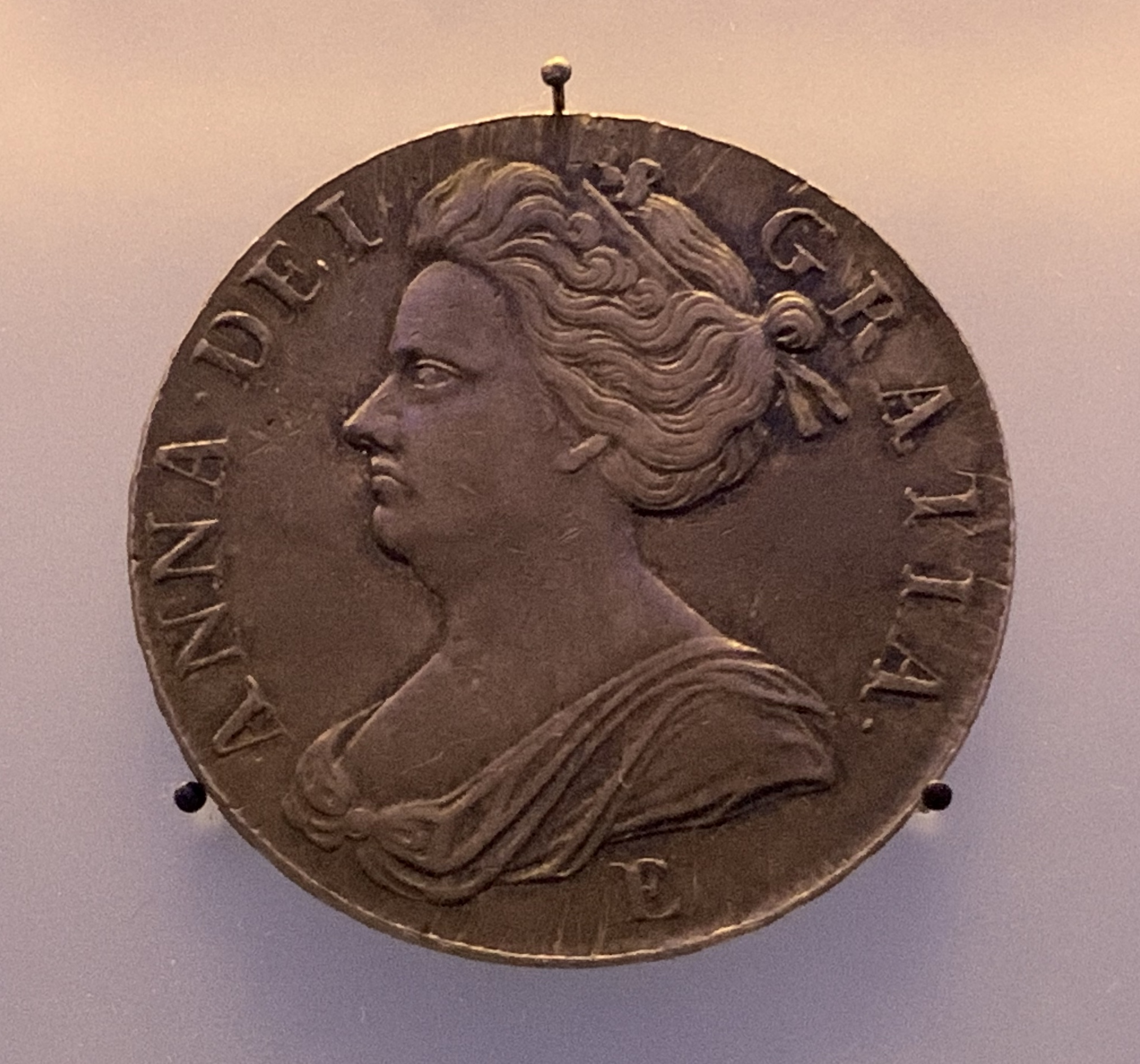
كرونة الملكة آن
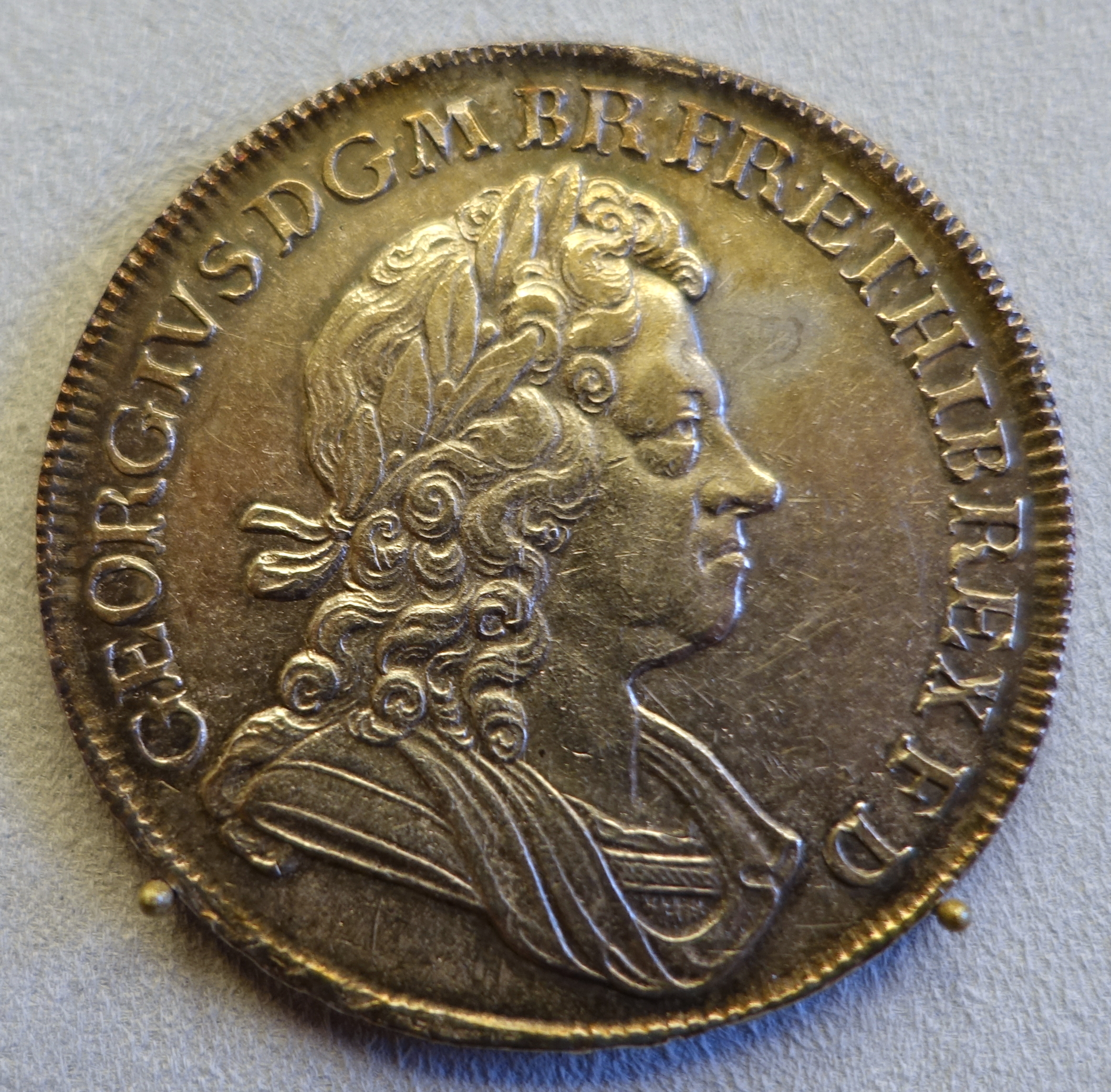
كرونة جورج الأول
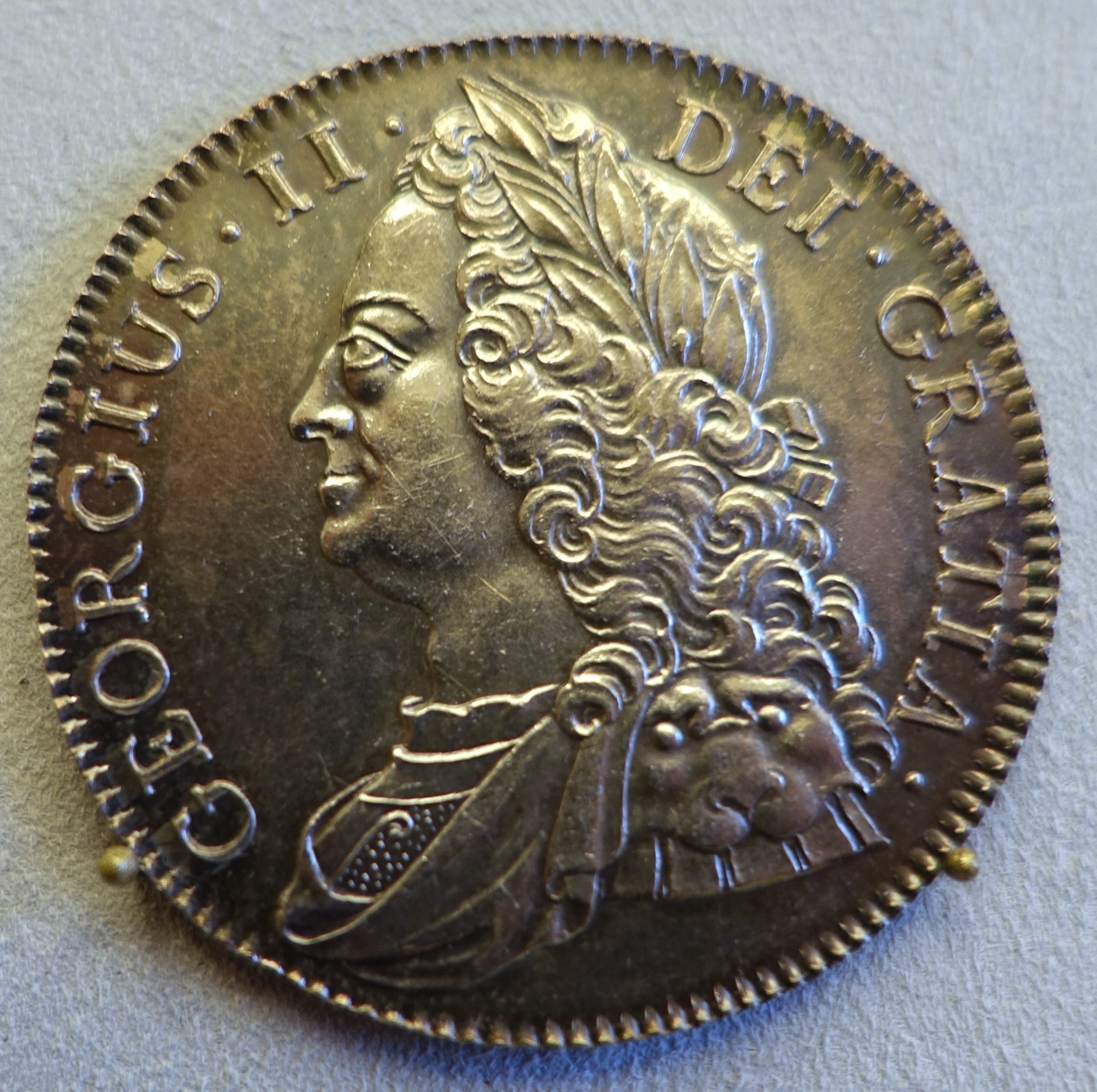
كرونة جورج الثاني (1743)
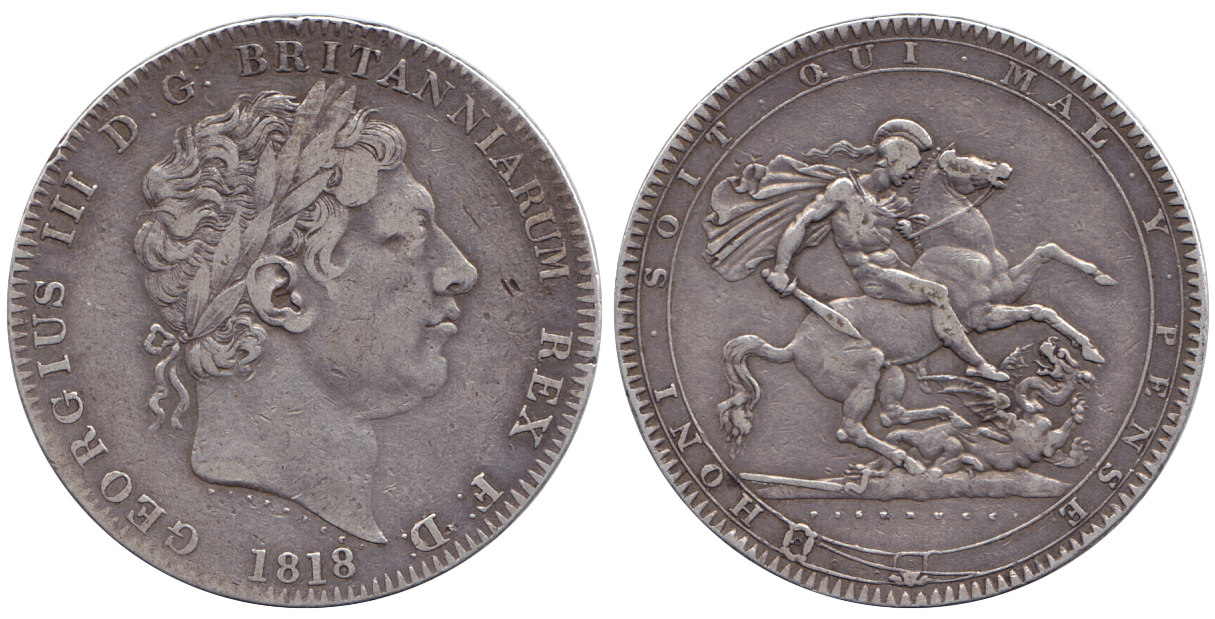
كرونة جورج الثالث (1818)
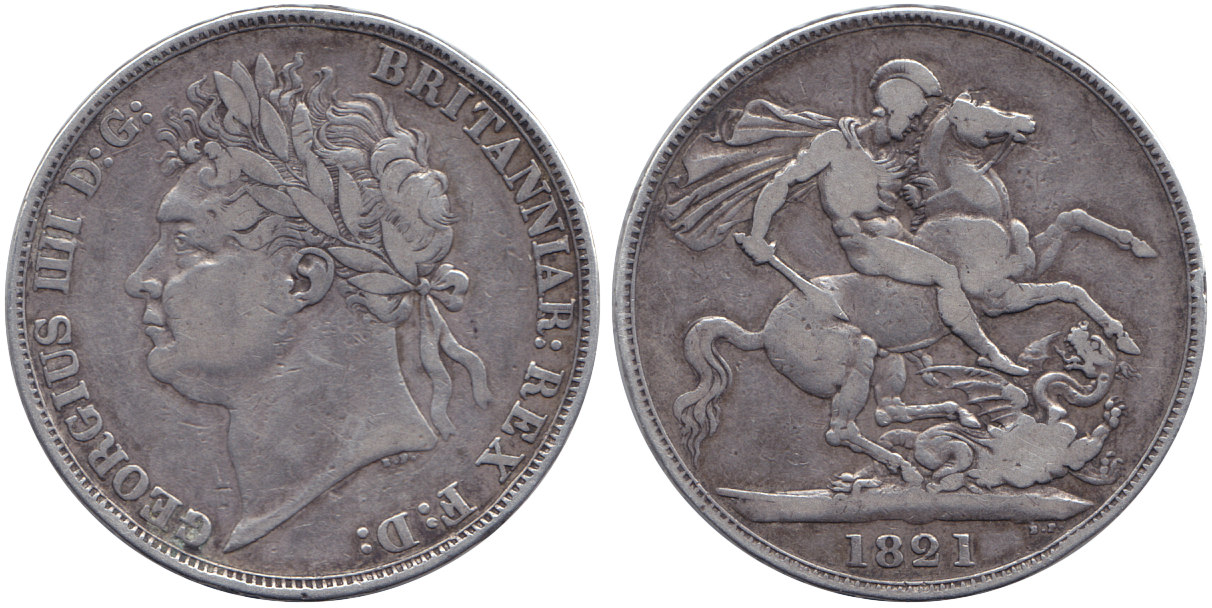
كرونة جورج الرابع (1821)
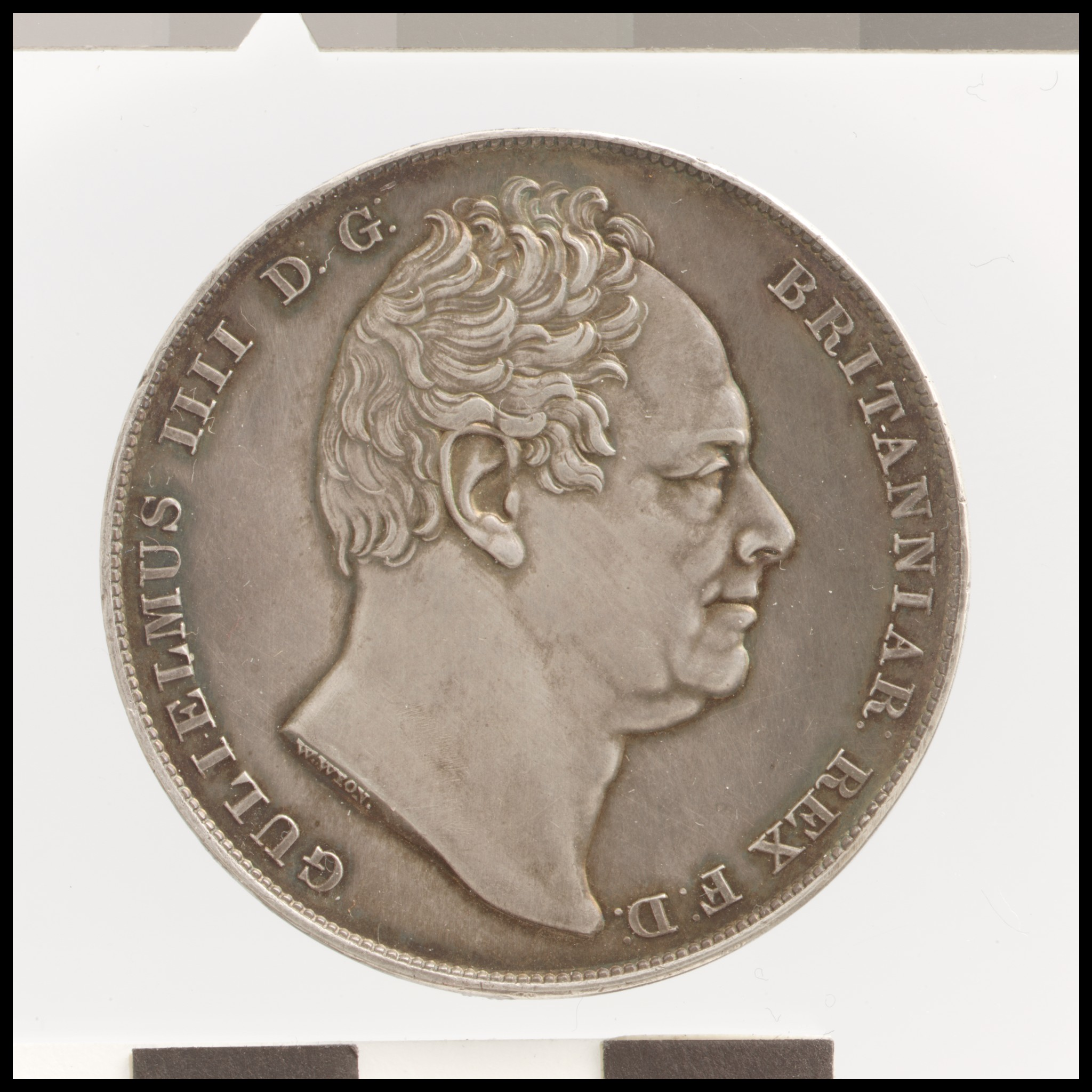
كرونة وليام الرابع (1831)
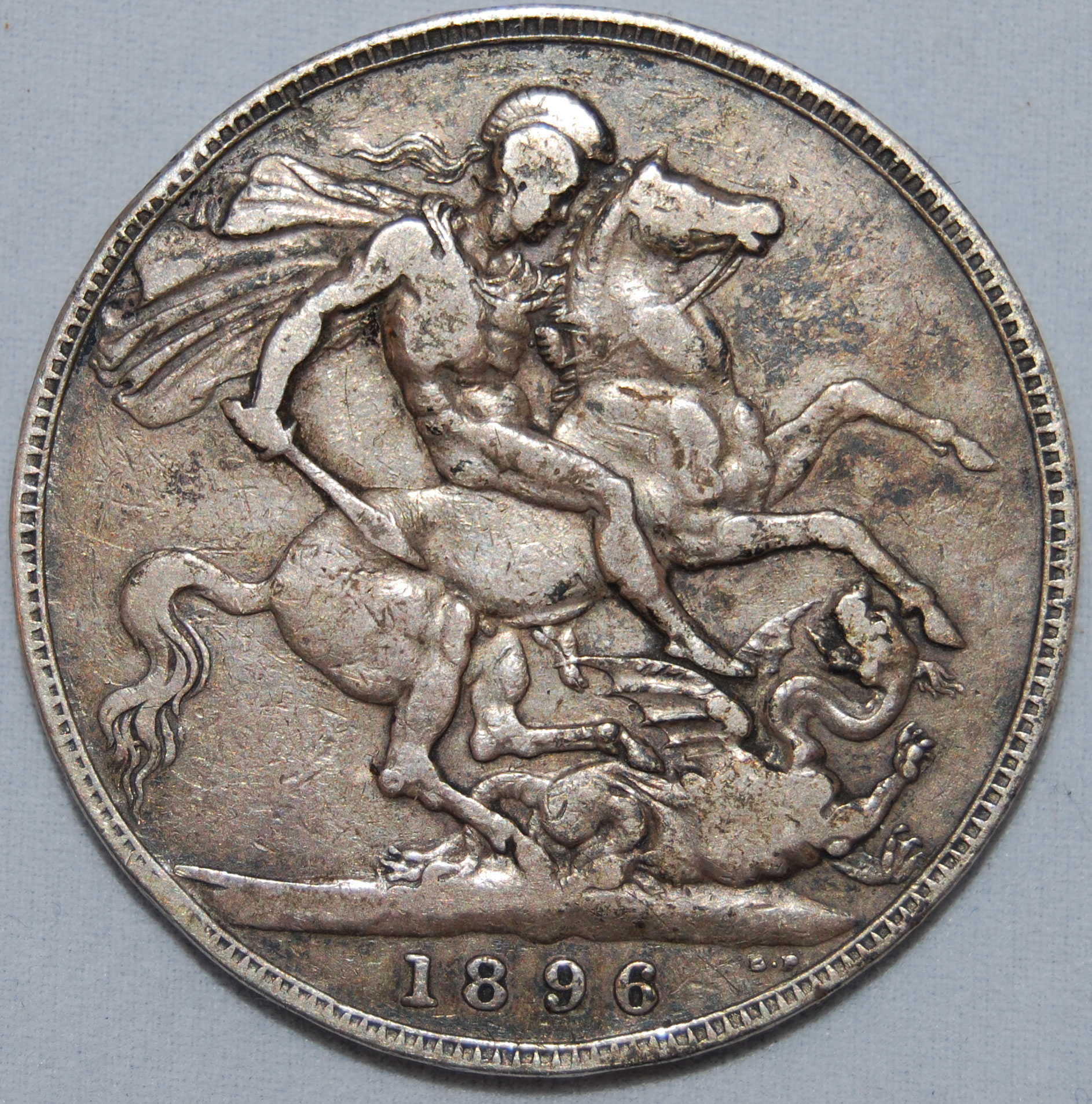
كرونة الملكة فيكتوريا عام 1896
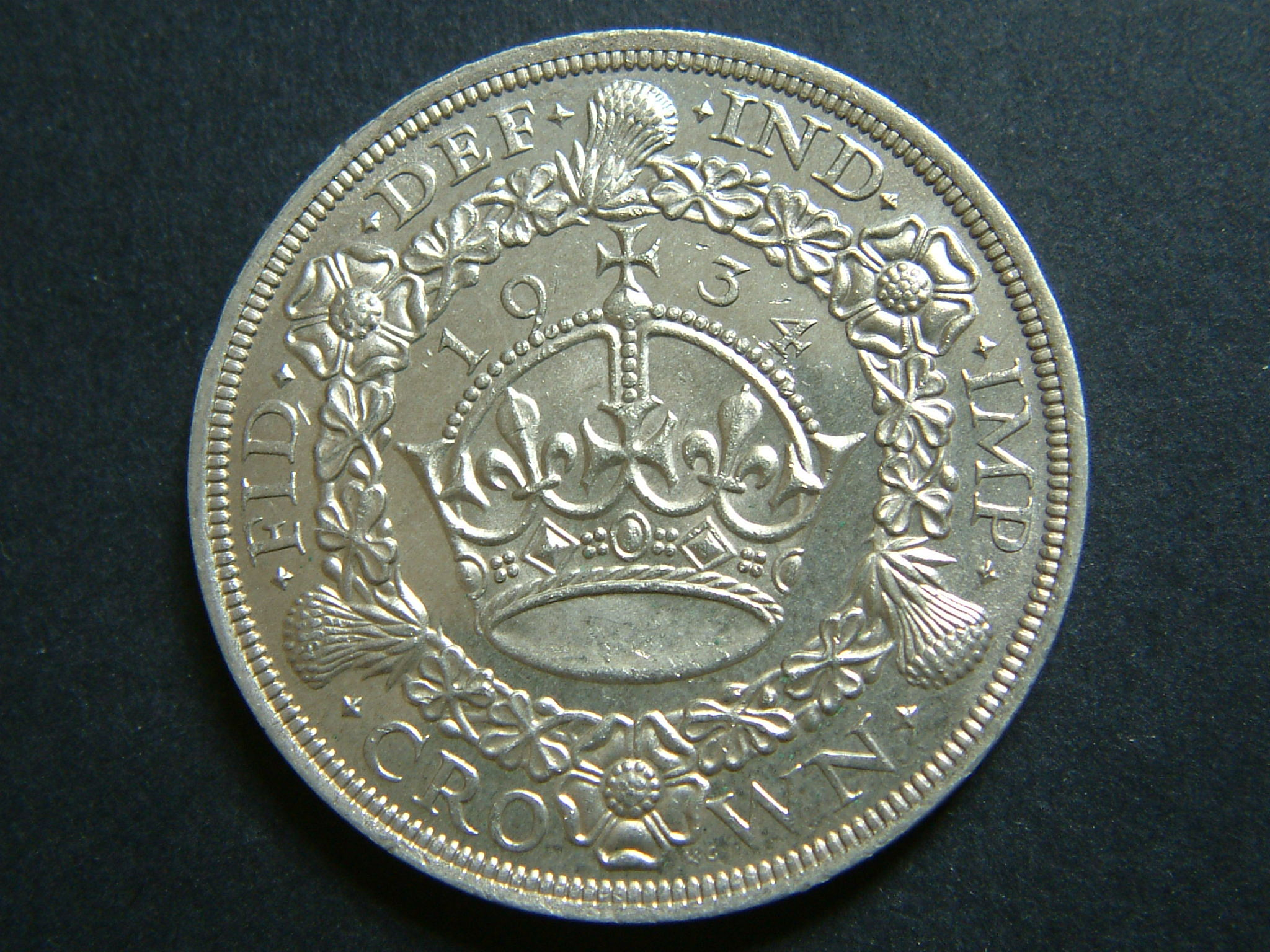
كرونة جورج الخامس عام 1934
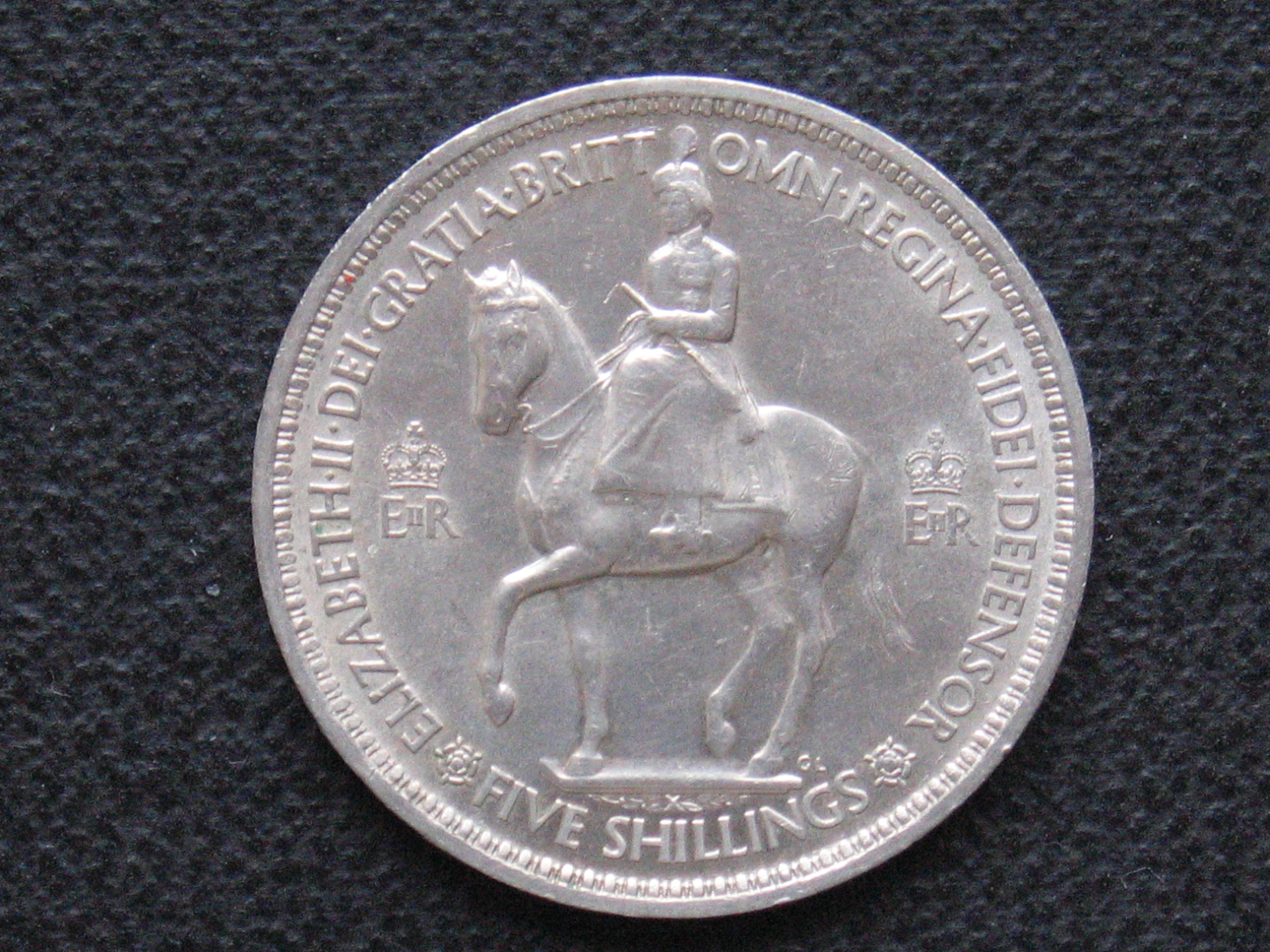
كرونة التتويج لعام 1953، الوجه
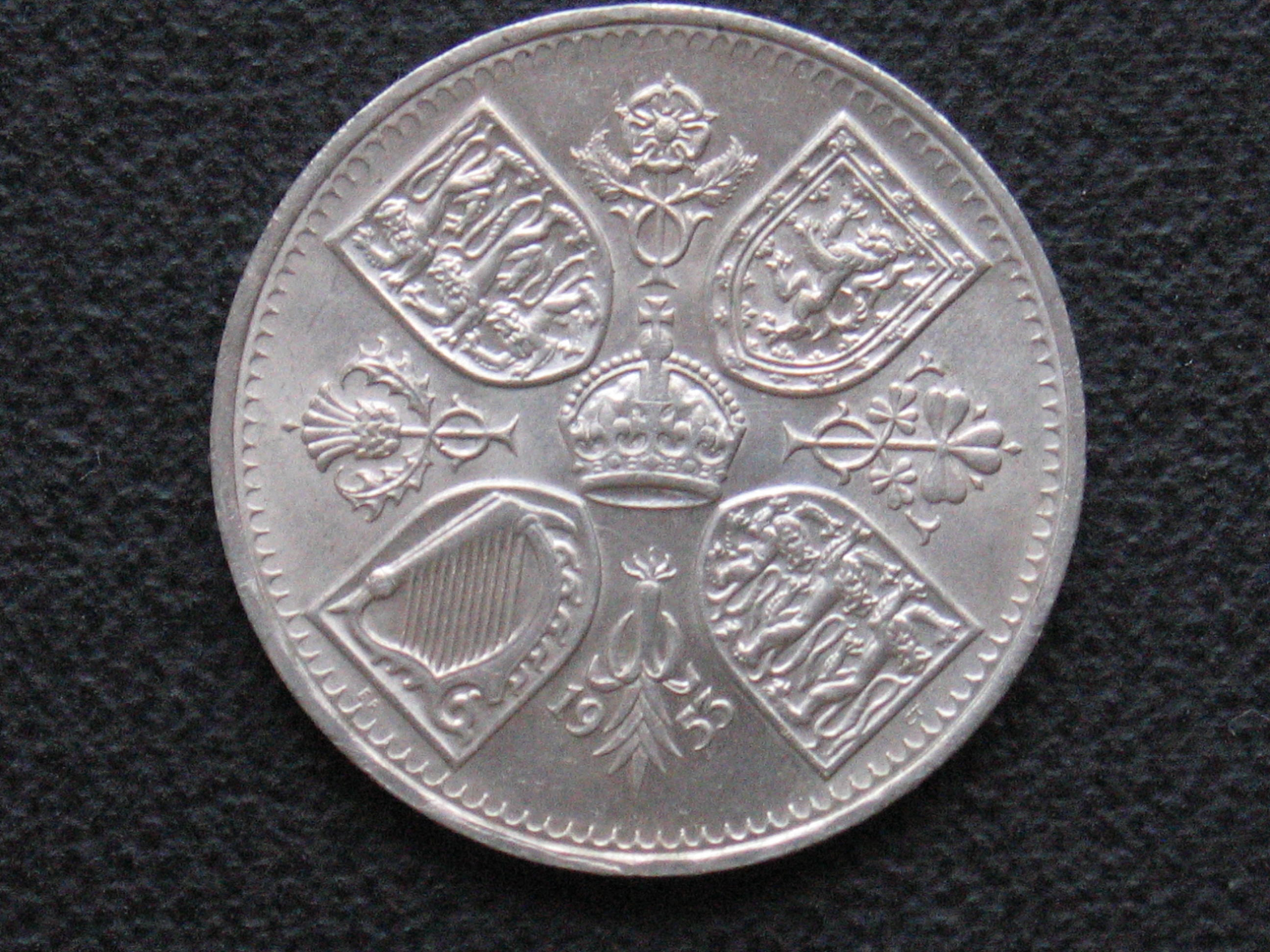
الكرونة التتويج عام 1953، العكس